# Arnold Pauli
Arnold Pauli (* 15. Dezember 1900 in Basel; † 26. Juni 1977 in Zürich) war ein Schweizer Sänger (Bassbariton), Chorleiter und Komponist.

## Leben
Pauli wuchs in Basel als Sohn eines SBB-Zugführers auf. Den ersten Klavierunterricht erhielt er als Neunjähriger beim Huber-Schüler Max Brefin, 1919 absolvierte er die Matur. Danach trat Pauli am Basler Konservatorium ein, wo er 1922 das Lehrdiplom für Gesang sowie Dirigieren (bei Hermann Suter) und 1925 das Solistendiplom erhielt. Weitere Studien führten ihn für fünf Jahre nach Wien, wo er an der Staatsakademie für Musik bei Minna Singer-Burian studierte und im Wiener Schubertbund unter Viktor Keldorfer mitwirkte. Ein Meisterkurs bei Felix Weingartner rundete 1935 seine musikalische Ausbildung ab.
1930 kehrte Pauli nach Basel zurück und übernahm ein Pensum für Gesangsunterricht an den oberen Schulen in der Stadt, ab 1932 wirkte er fortan in Riehen. Jene Jahre waren seine aktivsten als Sänger, u. a. als Liedpartner des Pianisten Eduard Henneberger oder als Sänger grosser Basspartien in den Oratorien von Barock bis Romantik. Ebenfalls 1930 übernahm Pauli die Leitung des Männerchors Birsfelden, ausserdem von seinem Vater den Männerchor der Basler Eisenbahner; in der Folge kamen weitere lokale Männerchöre (Wyhlen, Breite-Concordia, Zunft zu Hausgenossen) sowie der Lehrergesangverein Baselland hinzu, den er bis 1969 leitete. Als Komponist schuf Pauli einfache Werke für den schulischen Gebrauch (z. B. das Bettinger Festspiel 1963) und für seine Männerchöre, häufig zu Texten des befreundeten Baselbieter Dichters Eduard Wirz. Er war langjähriges Mitglied des Nordwestschweizerischen Chordirigentenverbands und gehörte der Studentenverbindung Schwizerhüsli Basel an.
Pauli verstarb im Sommer 1977 im Kantonsspital Zürich an den Folgen einer inneren Blutung; tags zuvor war er am Klavier während eines Wettbewerbvortrags am Schwyzerischen Gesangfest in Pfäffikon zusammengebrochen.

## Werke (Auswahl)
- Mit Eduard Wirz (Text): Sichellösi. Es Riechemer Spil. Riehen 1956.